# Gunild Lattmann-Kretschmer
Gunild Lattmann-Kretschmer (* 24. Juli 1936 in Potsdam; † 10. Februar 2024) war eine deutsche Intendantin und Politikerin (SED/PDS). Sie war von 1994 bis 2004 Abgeordnete im Landtag von Sachsen.

## Leben
Als Tochter des ehemaligen Generals Martin Lattmann studierte sie nach ihrem Abitur 1959 an der Theaterhochschule „Hans Otto“ in Leipzig. Von 1959 bis 1964 war sie Dramaturgin am Theater der Jungen Generation in Dresden und von 1965 bis 1969 an den Städtischen Theatern in Karl-Marx-Stadt. Danach war sie bis 1976 Chefdramaturgin an der Staatsoperette Dresden. Von 1976 bis 1996 war Lattmann-Kretschmer Intendantin des Theater der Jungen Generation in Dresden.
Lattmann-Kretschmer trat 1959 der SED bei und wurde 1990 Mitglied der PDS. Von 1967 bis 1969 war sie Stadtverordnete in Karl-Marx-Stadt. Von 1990 bis 1994 war sie Stadtverordnete in Dresden in der Fraktion Aktionsbündnis PDS. Im Jahr 1994 zog sie über die Landesliste der PDS in den sächsischen Landtag ein, dem sie auch in der dritten Wahlperiode bis 2004 angehörte. Sie war kulturpolitische Sprecherin der PDS-Fraktion. Von 2009 bis 2014 war sie erneut Stadträtin im Dresdner Stadtrat und gehörte der Linksfraktion an.
Im Februar 2024 starb sie im Alter von 87 Jahren.